# ОШ „Вук Караџић” Власеница
ОШ „Вук Караџић” једна је од основних школа у Власеници. Налази се у улици Светосавска 30. Име је добила по Вуку Стефановићу Караџићу, првом српском лингвисти у 19. веку, реформатору српског језика, сакупљачу народних умотворина и писцу првог речника српског језика, најзначајнијој личности српске књижевности прве половине 19. века.

## Историјат
Основана је 1903. године, а у осмогодишњу школу је прерасла 1958. од када носи назив „XIX бирчанска бригада”. У садашњој згради је почела са радом 1963. године, а 1975. је дограђен други спрат, чиме се повећао број учионица. Одељења су била бројна, а број ученика је износио око 1700. Од 4. марта 1993. године школа носи назив Основна школа„Вук Караџић” Власеница, а од 2013. садашњи назив Јавна установа Основна школа „Вук Караџић” Власеница.
Школско подручје обухвата целокупно подручје општине Власеница: Власеница, Грабовица, Мишари, Драгашевац, Симићи, Цикотска Ријека, Тугово, Горњи и Доњи Залуковик, Табана, Славић Поље, Церска, Џемат, Градина, Пискавице, Храстовац, Баћино Брдо и Рашића Гај. Године 2008. је угашено подручно одељење Доњи Залуковик, а заједно са централном школом данас раде три подручна одељења Мишари, Цикотска Ријека и Церска.
Међу првима у Републици Српској су имали ученика који је за једну годину завршио два разреда. Данас броји 717 ученика, од тога централна школа 668, подручно одељење Мишари тринаест, подручно одељење Цикотска Ријeка дванаест, а подручно одељење Церска двадесет и четири ученика. Објављују школски часопис „Вуково перо”. Из Брисела су у марту добили потврду и ознаку eTwinning School као једна од шест школа у Босни и Херцеговини.

## Догађаји
Догађаји основне школе „Вук Караџић”:
- Светосавска академија[5]
- Дан сигурнијег интернета[6]
- Дан ученичких постигнућа[7]
- Европски дан језика[8]
- Светски дан шума[9]
- Пројекат „Учим да учим”[10]